# Constant Fouard
Constant Fouard (né le 6 août 1837 à Elbeuf et mort le 4 décembre 1903 à Rouen) est un bibliste français, devenu chanoine de Rouen et membre de la Commission biblique du Vatican. Protagoniste de la crise moderniste, il s'efforça dans ses écrits de réfuter ou relativiser les arguments d'Ernest Renan.

## Biographie
Il fit ses humanités au collège de Bois-Guillaume, étudia la philosophie chez les Lasalliens d'Issy (1855–1857), puis la théologie au  séminaire Saint-Sulpice (1857–1861). Ses maîtres étaient l'abbé John Logan, qui demeura son mentor, et l'orientaliste Arthur-Marie Le Hir, qui l'initia aux études bibliques.
Ordonné prêtre en 1861 il fit retraite à « La Solitude » (le noviciat des Sulpiciens), mais la maladie qu'il contracta en quelques mois le força à renoncer à ses vœux. Défait, il enseigna quelque temps dans son village d'enfance à l'Institution Join-Lambert de Bois-Guillaume, puis reprit l'étude des classiques au Collège Sainte-Barbe, obtenant une licence ès Lettres à la Sorbonne (1867) ; il put alors enseigner aux élèves en classe de rhétorique au collège de Bois-Guillaume (1867–1876). Toutefois, sa pieté le ramenait sans cesse vers les Écritures : les autorités françaises lui attribuèrent la chaire de Saintes Écritures de la faculté de théologie de Rouen (1876) ; il partageait néanmoins son temps entre ses activités de recherche et le rectorat de Bois-Guillaume. Il voyagea en Palestine, en Syrie, en Grèce, et en Italie.
Enfin, il fut élevé au rang de docteur en théologie (1877) et, lorsque la faculté de théologie fut fermée sur décision des autorités, chanoine de la cathédrale de Rouen (1884) et même membre, à la fin de sa vie, de la Commission Biblique du Vatican (1903).

## Œuvres
Afin de réfuter les thèses relativistes de Renan (lui-même élève de Le Hir) sur la Quête du Jésus historique, l'abbé Fouard avait entrepris la rédaction d'une somme historique et critique : Les Origines de l'Église. L'ampleur de la tâche lui fit publier ce travail en différentes livraisons, qui s'échelonnent au long de sa carrière :
- La Vie de N-S Jésus-Christ (1880);
- Saint Pierre et les premières années du Christianisme (1886);
- Saint Paul, ses Missions (1892);
- Saint Paul, ses dernières années (1897);
- Saint Jean et la fin de l'Âge Apostolique (posthume, 1904).

Chacun de ces essais connut un vif succès, et on les traduisit dans la plupart des langues d'Europe. Quoiqu'ils se limitent aux églises du Ier siècle, ils se signalent, selon le Sulpicien John Fenlon (1873-1943), par leur originalité et leur finesse critique.